# Lotus 77
El Lotus 77 fue un monoplaza de Fórmula 1 diseñado por Lotus para ser utilizado en la temporada de 1976.

## Resultados

### Fórmula 1
(Clave) (negrita indica pole position) (cursiva indica vuelta rápida)

| Año     | Equipo                 | Motor                    | Neu. | Pilotos         | 1   | 2   | 3   | 4   | 5   | 6   | 7   | 8   | 9   | 10  | 11  | 12  | 13  | 14  | 15  | 16  | Puntos | Pos. |
| ------- | ---------------------- | ------------------------ | ---- | --------------- | --- | --- | --- | --- | --- | --- | --- | --- | --- | --- | --- | --- | --- | --- | --- | --- | ------ | ---- |
| 1976    | John Player Team Lotus | Ford Cosworth DFV 3.0 V8 | G    |                 | BRA | RSA | USW | ESP | BEL | MON | SWE | FRA | GBR | GER | AUT | NED | ITA | CAN | USA | JPN | 29     | 4.º  |
| 1976    | John Player Team Lotus | Ford Cosworth DFV 3.0 V8 | G    | Ronnie Peterson | Ret |     |     |     |     |     |     |     |     |     |     |     |     |     |     |     | 29     | 4.º  |
| 1976    | John Player Team Lotus | Ford Cosworth DFV 3.0 V8 | G    | Bob Evans       |     | 10  | DNQ |     |     |     |     |     |     |     |     |     |     |     |     |     | 29     | 4.º  |
| 1976    | John Player Team Lotus | Ford Cosworth DFV 3.0 V8 | G    | Mario Andretti  | Ret |     |     | Ret | Ret |     | Ret | 5   | Ret | 12  | 5   | 3   | Ret | 3   | Ret | 1   | 29     | 4.º  |
| 1976    | John Player Team Lotus | Ford Cosworth DFV 3.0 V8 | G    | Gunnar Nilsson  |     | Ret | Ret | 3   | Ret | Ret | Ret | Ret | Ret | 5   | 3   | Ret | 13  | 12  | Ret | 6   | 29     | 4.º  |
| Fuente: |                        |                          |      |                 |     |     |     |     |     |     |     |     |     |     |     |     |     |     |     |     |        |      |